# 德累斯顿区
德累斯顿区（德語：Bezirk Dresden）是德意志民主共和国的一个区（Bezirk），行政中心为德累斯顿。

## 历史
该区与其他东德的十三个区成立于1952年7月25日，替代了德国传统上的联邦州行政区划。1990年10月3日两德统一后，该区成为了萨克森自由州的一部分。

## 下分区划
该区下分17个县（Kreise）：计2个城市县（Stadtkreise）、15个乡村县（Landkreise）。
- 城市县：德累斯顿、格尔利茨
- 乡村县：Bautzen、Bischofswerda、Dippoldiswalde、Dresden-Land、Freital、Görlitz、Großenhain、Kamenz、Löbau、Meißen、Niesky、Pirna、Riesa、Sebnitz、Zittau